# Sildehaj
Sildehajen (Lamna nasus) er et hvirveldyr i klassen bruskfisk. Den kan blive op til 3,5 meter lang og veje over 200 kilogram. Sildehajen har ligesom andre hajer forrest en stor trekantet rygfinne og længere nede på ryggen en mindre rygfinne. Den har tre rækker spidse, bagudrettede tænder til at fastholde byttet, der sluges helt. Sildehajen har ligesom andre bruskfisk ikke skæl, men huden er derimod dækket af små bagudrettede, såkaldte hudtænder med emalje ligesom vores tænder. Huden føles nærmest som sandpapir, hvilket den tidligere også er blevet anvendt som. 
Sildehajen er fredet og har været fredet i hele EU siden 2011.

## Udbredelse
Sildehajen findes i tempererede områder af både den nordlige og sydlige halvkugle. På den nordlige halvkugle findes den i det nordlige Atlanterhav fra Middelhavet og de Kanariske Øer i syd til Island, Nordnorge og de nordøstamerikanske kyster i nord. På den sydlige halvkugle findes den f.eks. ved det sydlige Sydamerika, sydlige Afrika, Australien og New Zealand.
Ved Danmark findes den i Nordsøen, og om  sommeren og i efteråret svømmer den i små flokke også ind i Skagerrak og det nordlige Kattegat på jagt efter silde- og makrelstimer. En gang imellem kan man være heldig at se den i de danske bælter – helt ind til Østersøen. Den var tidligere ret almindelig i danske farvande, men er gået voldsomt tilbage. Mens arten som helhed anses for at være sårbar, er den nordøst atlantiske population (hvilket inkluderer sildehajen i Danmark) kritisk truet. Den er derfor totalfredet i Danmark og EU, og individer der fanges ved et uheld skal genudsættes. På Færøerne fanges forholdsvis små mængder stadig (ca. 7 ton i 2015 og 3 ton i 2016), og de beholdes, da disse øer har et forbud mod udsmidning af bifangst.

## Levevis
Sildehajen forekommer både på dybt og lavt vand. Den kan svømme meget hurtigt. Sildehajer er nærmest altædende, men tager især små eller mellemstore benfisk. Også blæksprutter spiller en vigtig rolle, mens mindre hajer som pighaj sjældent ædes.
Hajen føder levende unger, 1-4 hver gang. Ungerne er temmelig store, når de bliver født, cirka 60 centimeter lange. De unge sildehajer kan man se i nærheden af kysterne om efteråret. Ungerne er byttedyr for andre fisk, mens den voksne haj kun har fiskerne og menneskets forurening som fjende. 